# Rhagodia obscurior
Rhagodia obscurior är en spindeldjursart som först beskrevs av Penther 1913.  Rhagodia obscurior ingår i släktet Rhagodia och familjen Rhagodidae. Inga underarter finns listade i Catalogue of Life.